# Саљут 1
Саљут 1 (ДОС-1) (рус. Салют-1), прва свемирска станица у Земљиној орбити. Лансирао ју је Совјетски Савез 19. априла 1971. помоћу ракете Протон-К са космодрома у Бајконуру. Прва трочлана посада је требало да дође на станицу летјелицом Сојуз 10 но због техничког квара нису се успјели спојити са станицом.
Друга посада у Сојузу 11 успјешно је пристала на станицу и на њој боравила 23 дана. Међутим, цијела посада је погинула током повратка на Земљу након што се капсула отворила и изложила их свемиру. Мисија је након несреће привремено суспендована, а станица након 6 мјесеци намјерно деорбитирана.

## Структура
Совјети су Саљут 1 описали као пробну свемирску станицу која ће послужити као лабораторија за научна истраживања и експерименте. Свемирска станица је описана као 20 m дуг цилиндар с максималних 4 m у пречнику. Посада је на располагању имала 99 m3 простора на располагању, а маса постаје је била 18.425 килограма. Од више одјељака, три су била испуњена атмосфером (укупно 100 m3), а два су била на располагању астронаутима.

### Трансферни одјељак
Овај дио свемирске постаје је био директно повезан са Сојузом. Био је стожастог облика, с 2 m у пречнику на предњем и 3 m у пречнику на задњем дијелу.

### Главни одјељак
Други, глави одјељак је имао око 4 m у пречнику. На снимцима се види да је било довољно мјеста у њему за 8 велики столица (7 испред радних конзола), више контролних панела и 20 прозора.

### Помоћни одјељци
Трећи одјељак је садржавао контролну и комуникациону опрему, напајање, састав за одржавање живота и помоћну опрему. Четврти одјељак је садржавао моторе и њихову контролну опрему.
Саљут је садржавао помоћне хемијске батерије, резерве кисеоника и воде и регенерацијске системе. На станицу су била монтирана два сета соларних панела, радијатори и системи за усмјеравање и контролу станице.

### Орион 1
Орион 1 — Свемирски Телескоп је дизајнирао Григор Гурзадyан. Телескоп је био постављен на Саљут 1 и омогућавао је снимање УВ спектра између 2000 и 3800 А°. Телескоп је имао пречник огледала од 280 mm и фокус од 1400 mm.